# Ландвер (город)
Ландвер (нем. Landwehr) — община в Германии, в земле Нижняя Саксония.
Входит в состав района Хильдесхайм. Подчиняется управлению Фреден (Лайне). Население составляет 522 человека (на 31 декабря 2010 года). Занимает площадь 12,97 км².
Община подразделяется на 3 сельских округа.
| Год  | Население |
| ---- | --------- |
| 1990 | 651       |
| 1995 | 660       |
| 2000 | 644       |
| 2005 | 594       |
| 2010 | 525       |